# Нишка завера
Нишка завера је неуспели покушај побуне у Нишу 1821. године, коју су Османлије откриле исте године. Предводила га је Нишка тајна организација, коју је 1820. године основао православни свештеник Мелетије, који је био Грк.  Била је под утицајем грчке револуционарне организације Хетерија (Друштво пријатеља).  Нишка тајна организација је крајем 1820. године послала у Цариград свог представника „који је био у патријаршији 2 до 3 месеца“ као „изасланика епископа нишког“. Мухафиз Нишког пашалука 1821. године био је Хусеин-паша, који је био и командант нишког гарнизона са 8.000 војника.  Након откривања завере од стране Османлија, отац Мелетије је, заједно са још 5 свештеника и грађана, обешен под оптужбом за саучесништво у Грчком устанку 1821. године.